# 안드로메다자리 14 b
안드로메다자리 14 b는 안드로메다자리 방향으로 지구로부터 약 249 광년 떨어진 곳에 있는 항성 안드로메다자리 14 주위를 도는, 외계 행성이다. 항성과의 거리는 지구의 83퍼센트이며 1 공전주기는 186일이다. 어머니 항성 안드로메다자리 14는 진화가 진척된 거성이다. 최소 질량은 목성의 4.8배이며 예상 반지름은 목성의 99.4퍼센트로 슈퍼목성으로 분류할 수 있다. 이 행성의 궤도 이심률은 거의 원에 가까워 그 값은 0.94퍼센트에 불과하다. 이는 행성이 별로부터 가장 멀 때와 가까울 때의 거리 차이가 고작 0.02천문단위밖에 되지 않는다는 의미이다. 수다르스키의 외계행성 겉모습 분류에 따르면 III형 ‘맑은 대기형’에 속하는데, 그 이유는 항성이 뜨거워 행성 상층부 대기 온도가 779 켈빈은 될 것이기 때문이다. 2008년 7월 3일 사토 연구진이 도플러 분광법을 이용, 행성의 중력이 항성을 뒤흔드는 것을 활용하여 이 행성의 존재를 밝혀냈다.

## 같이 보기
- 고래자리 81 b
- 살쾡이자리 6 b